# Finn Treudler
Finn Treudler (10 de septiembre de 2003) es un deportista suizo que compite en ciclismo de montaña en la disciplina de campo a través. Ganó dos medallas en el Campeonato Europeo de Ciclismo de Montaña, en los años 2024 y 2025, ambas en la prueba por relevos.

## Medallero internacional
| Campeonato Europeo | Campeonato Europeo         | Campeonato Europeo | Campeonato Europeo         |
| Año                | Lugar                      | Medalla            | Competición                |
| ------------------ | -------------------------- | ------------------ | -------------------------- |
| 2024               | Cheile Grădiștei (Rumania) | Medalla de bronce  | Campo a través por relevos |
| 2025               | Melgaço (Portugal)         | Medalla de plata   | Campo a través por relevos |